# Svalenik, Ruse
Svalenik (în bulgară Сваленик) este un sat în comuna Ivanovo, regiunea Ruse,  Bulgaria. 

## Demografie
Componența etnică a satului Svalenik
     Turci (57,74%)
     Bulgari (39,21%)
     Nicio identificare (2,38%)
     Altele (1,19%)
La recensământul din 2011, populația satului Svalenik era de 923 locuitori. Din punct de vedere etnic, majoritatea locuitorilor (57,74%) erau turci, cu o minoritate de bulgari (39,21%). Pentru 2,38% din locuitori nu este cunoscută apartenența etnică.